# Signe de bénédiction
Pour les articles homonymes, voir signe et bénédiction.

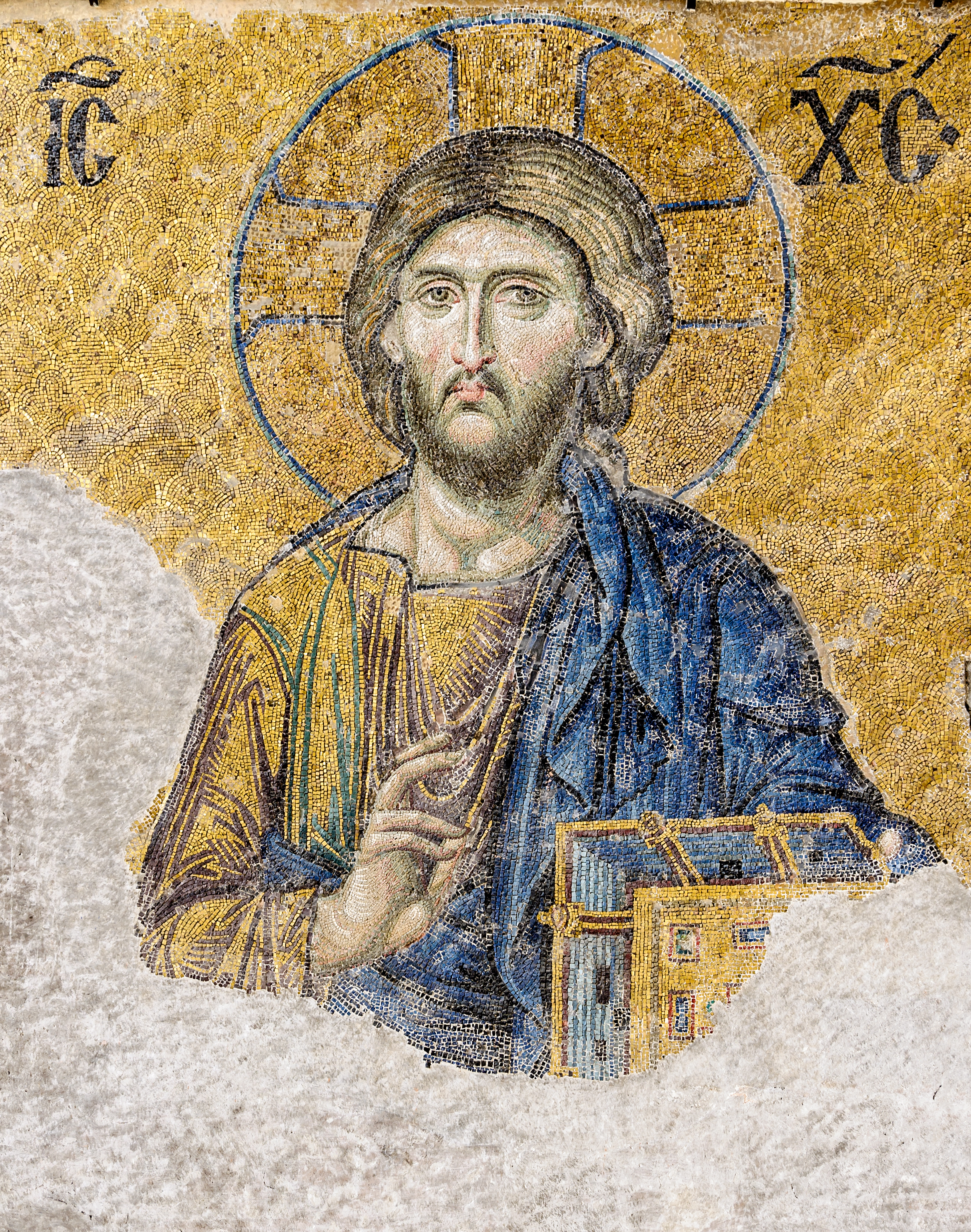
Christ pantocrator bénissant avec sa main droite (la). (Sainte-Sophie, Istanbul)

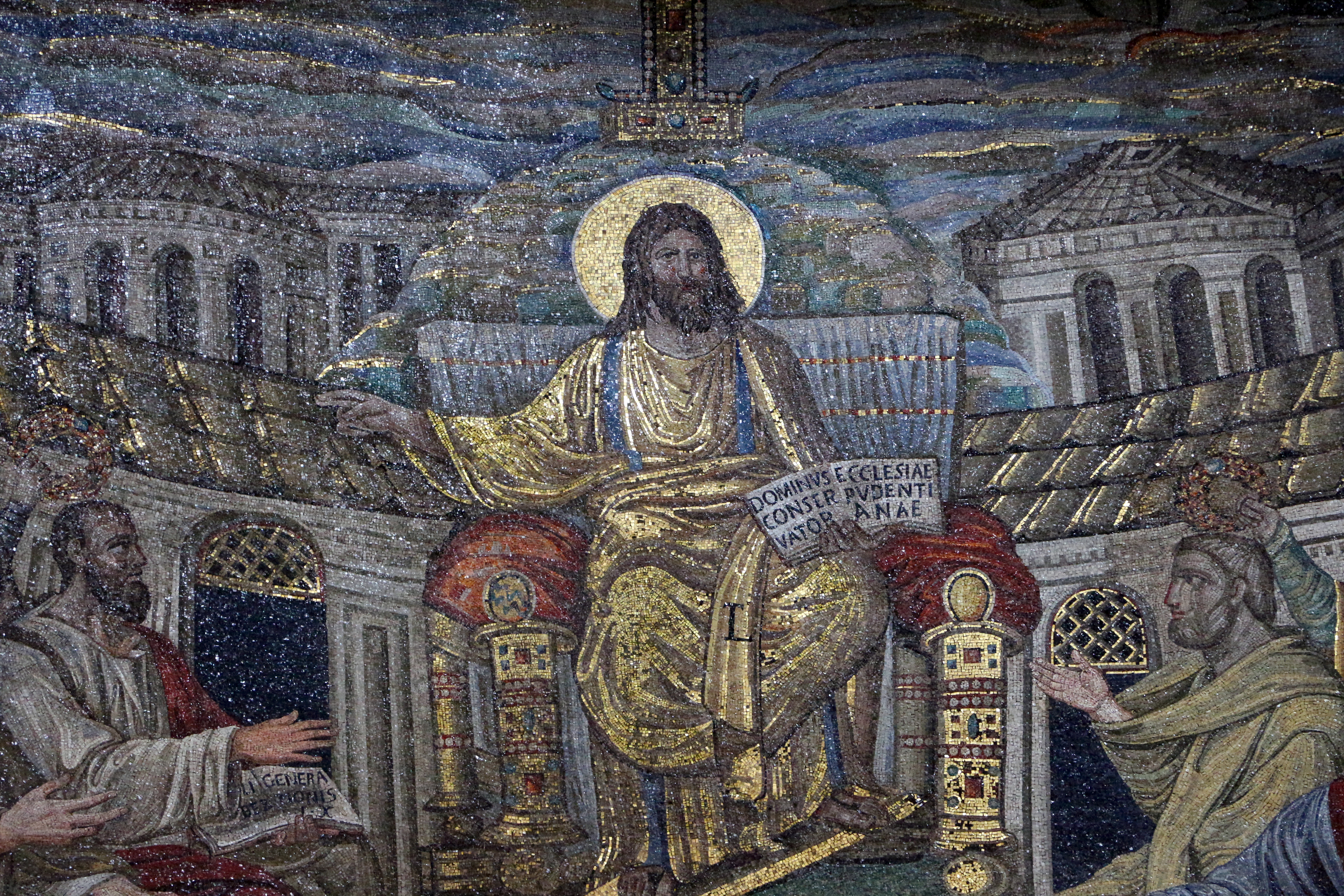
Christ représenté en empereur faisant de la droite le geste de prise de parole de l'iconographie païenne antique, consistant à lever la main, paume ouverte en direction des auditeurs, avec index et médius dressés.Rome, Basilique Santa Pudenziana,

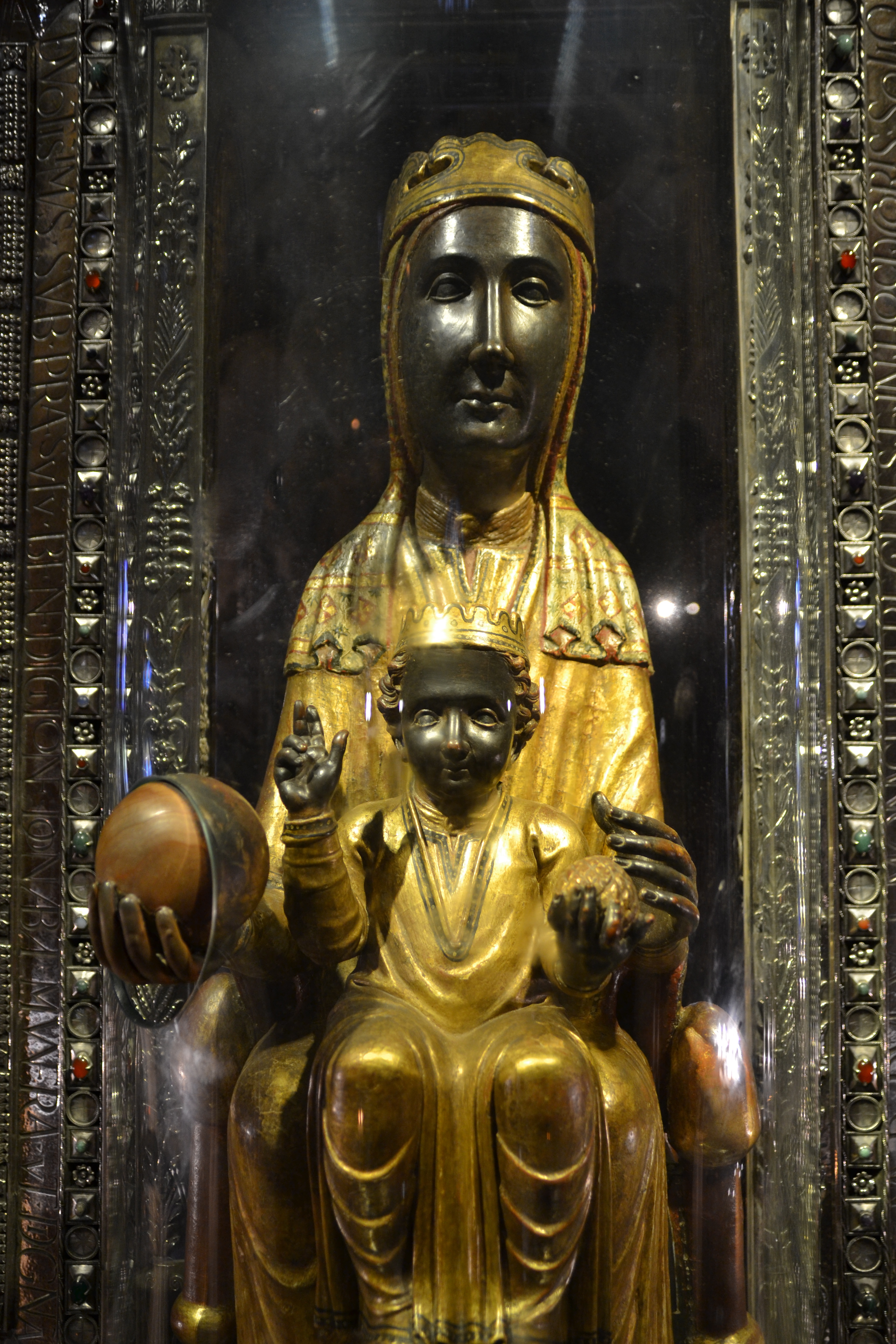
Vierge de Montserrat avec l'enfant Jésus bénissant de sa main droite (la).

Le signe de bénédiction, appelé aussi geste de bénédiction, est une gestuelle et une représentation iconographique chrétienne qui consiste à bénir des personnes et à appeler sur elle la protection divine. Dans le christianisme, ce signe est fait par Dieu, le Christ, les saints, les membres du clergé.

## Historique
Le geste de bénédiction « apparaît très tôt dans l’art chrétien des catacombes et reprend le geste du rhéteur antique qui sur l’agora, réclame le silence pour prendre la parole ». La main levée du Christ « représente donc beaucoup plus qu’une bénédiction : c’est le geste de celui qui enseigne et énonce la parole divine, qui juge aussi ».
Cette disposition des doigts ne s'attache au commencement qu'aux figurations du Christ–Logos. Elle devient une bénédiction sacramentelle attribuée au Pantocrator et aux saints à partir du IXe siècle qui voit la dogmatisation de la vie religieuse dans l'Église d'Orient, puis est adoptée par le clergé.

## Typologie
Il existe une différence entre deux bénédictions selon la liturgie grecque ou latine, et selon l'iconographie byzantine ou occidentale. La benedictio graeca se fait avec la main droite, l’index entièrement ouvert, le grand doigt légèrement courbé, le pouce croisé sur l’annulaire et le petit doigt courbés, geste dans lequel certains historiens d'art ont vu la figuration du monogramme du Christ, IC-XC — abréviation reprenant la première et la dernière lettre de chacun des mots grecs « ΙησοῦϹ / IHCOYC  (Jésus) » et « ΧριστόC XPICTOC (Christ) ». Les deux doigts tendus symboliseraient la double nature — humaine et divine — du Christ et les trois autres joints figurant la Trinité. La benedictio latina se fait également avec la main droite, laissant le pouce libre, les trois premiers doigts ouverts étant également interprétés comme une image de la Trinité divine, tandis que l'annulaire et l'auriculaire repliés unis symboliseraient la double nature du Christ.
Alors que les évêques en Occident se sont réservé la bénédiction avec les trois doigts ouverts, les prêtres durent, eux, la pratiquer avec la main ouverte tout entière.

## Similitudes avec l'iconographie bouddhiste
Dans l'art bouddhique, les représentations de Bouddhas utilisent un nombre restreint de mudrā, dont certains présentent certaines similitudes au niveau de la disposition des doigts.

## Galerie

Variantes du geste de bénédiction (Icône des apôtres Pierre et Paul. Belozersk, XIIIe siècle).
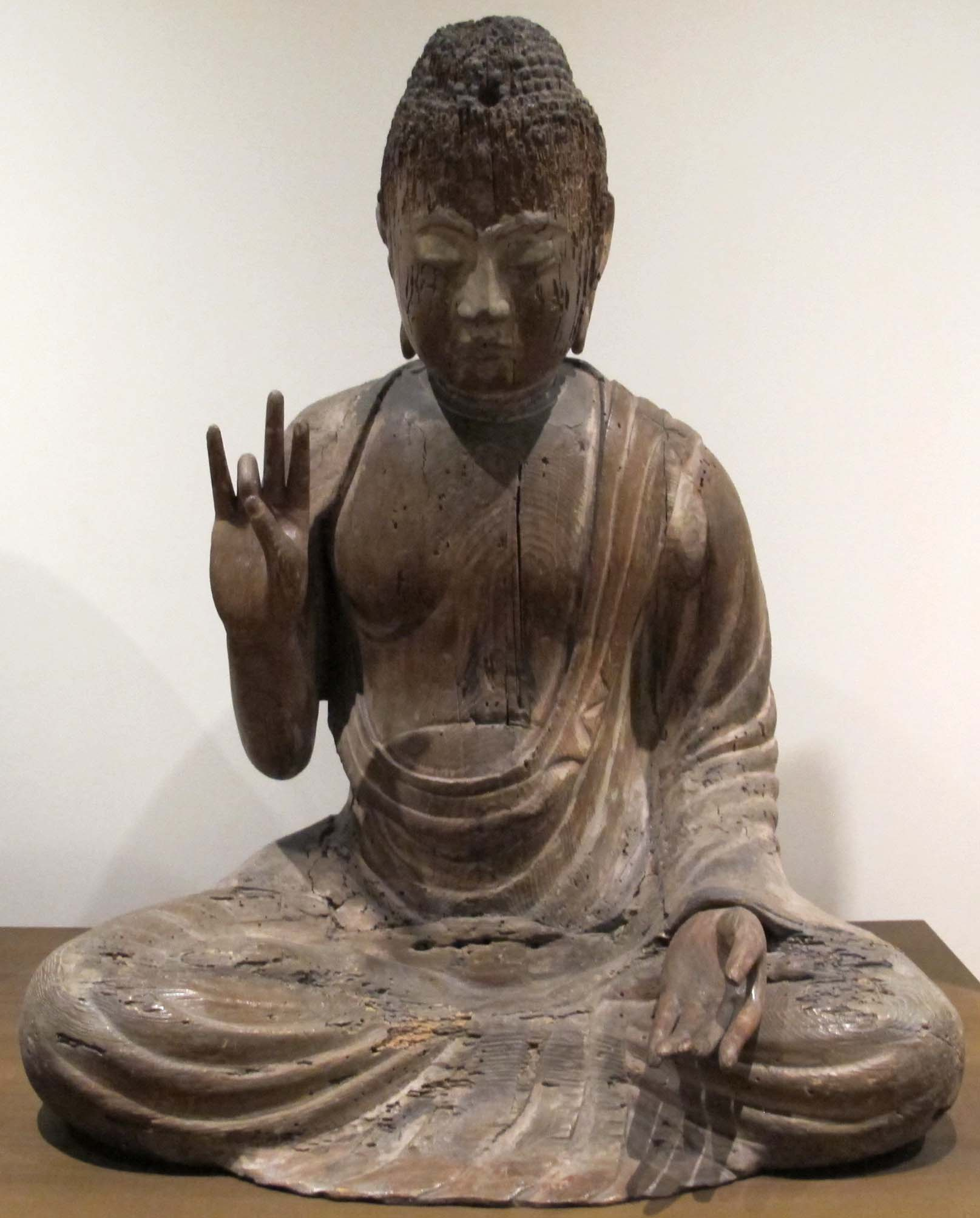
Bouddha faisant le mudrâ de la prédication du Dharma. XIe – XIIe siècle, Japon.
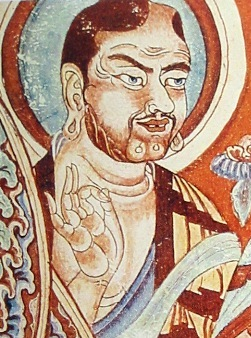
Bouddha faisant le vitakarâ mudra  (m. de l'apaisement). Bassin du Tarim, VIIIe siècle